# Station Olomouc-Nová Ulice
Železniční stanice Olomouc-Nová Ulice (Nederlands: Station Olomouc-Nová Ulice, Duits vroeger: Olmütz-Neugasse) is een station in de Tsjechische stad Olomouc. Het station ligt aan lokaalspoorlijn 275 (die van Olomouc, via Senice na Hané, naar Drahanovice loopt). Het station is onder beheer van de SŽDC en wordt bediend door stoptreinen van de České Dráhy. Ondanks wat de naam doet vermoeden ligt het station niet in de wijk Nová Ulice, maar in Olomouc-město. Naast het station Nová Ulice ligt tevens de spoorweghalte Olomouc-Smetanovy sady in deze wijk. Het station ligt op loopafstand van de tramhalte Výstaviště Flora. Het stationsgebouw is het oudste nog bewaard gebleven stationsgebouw in de stad Olomouc en is in 1899 gebouwd.
Olomouc hlavní nádraží · Olomouc místní nádraží ↔ Olomouc-Smetanovy sady ↔ Olomouc-Nová Ulice ↔ Olomouc město ↔ Olomouc-Hejčín ↔ Olomouc-Řepčín ↔ Horka nad Moravou ↔ Skrbeň ↔ Příkazy ↔ Senice na Hané ↔ Náměšť na Hané ↔ Drahanovice